# Globba macroclada
Globba macroclada là một loài thực vật có hoa trong họ Gừng. Loài này được Gagnep. mô tả khoa học đầu tiên năm 1903.